# Хънтс Пойнт
Хънтс Пойнт (на английски: Hunts Point) е град в окръг Кинг, щата Вашингтон, САЩ. Хънтс Пойнт е с население от 443 жители (2000) и обща площ от 0,8 km². Намира се на 20 m надморска височина. ЗИП кодът му е 98004, а телефонният му код е 425.